# Trémie (architecture)
Pour les articles homonymes, voir Trémie.
 (octobre 2012).
Si vous disposez d'ouvrages ou d'articles de référence ou si vous connaissez des sites web de qualité traitant du thème abordé ici, merci de compléter l'article en donnant les références utiles à sa vérifiabilité et en les liant à la section « Notes et références ».

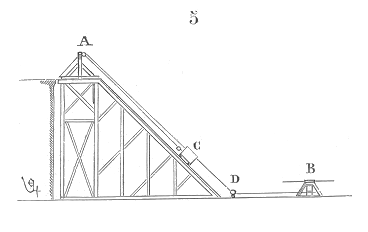
Trémie et poulie.

Une trémie est un espace libre aménagé dans un plancher, pour laisser passer un escalier, un ascenseur, un conduit, une cheminée…
Une trémie désigne également un tunnel court (moins de 500 m) permettant à une voie de circulation de passer en dessous d'une autre.

## Sécurité et propagation du feu
Lors de leur construction, tous les bâtiments doivent respecter des normes en matière de résistance au feu et à sa propagation. Or, les trémies permettant de faire circuler les personnes et les biens (portes, cages d'escalier, convoyeurs…) et les fluides (eau, air, électricité, fioul, produits chimiques…) au sein du bâtiment, elles constituent de ce fait un point faible au regard de la protection incendie qui tend à séparer au maximum les volumes.
La trémie doit ainsi assurer, en cas d'incendie, un degré coupe-feu ou pare-flamme au moins équivalent à celui de la structure qu'elle traverse. Les règles sont généralement bien appliquées lors de la construction mais parfois oubliées durant la vie du bâtiment (modifications, travaux…).
Il existe plusieurs techniques disponibles pour atteindre cet objectif.
- Pour les trémies concernant des passages de fluides : 
  - mortiers coupe-feu expansifs ;
  - mastics coupe-feu ;
  - plaques de laine minérale enduites ;
  - briques et bouchons coupe-feu ;
  - sacs coupe-feu ;
  - manchons, colliers, bandes intumescentes ou pré-encastrées ;
  - clapets coupe-feu pour les canalisations creuses.
- Pour les passages plus importants :
  - porte coupe-feu.

Ces dispositifs ou matériaux ne sont pas interchangeables et doivent être employés (seuls ou en combinaison) en fonction de la nature et de la taille des trémies à reboucher.
Les peintures intumescentes et vernis intumescents peuvent être appliqués sur les trémies et constituent une des méthodes de protection efficace contre l'incendie pour la réaction au feu des matériaux inflammables. Elles peuvent s'appliquer sur tous les types de matériaux constituant les trémies comme le bois, le fer ou le plâtre.

## Aménagements viaires

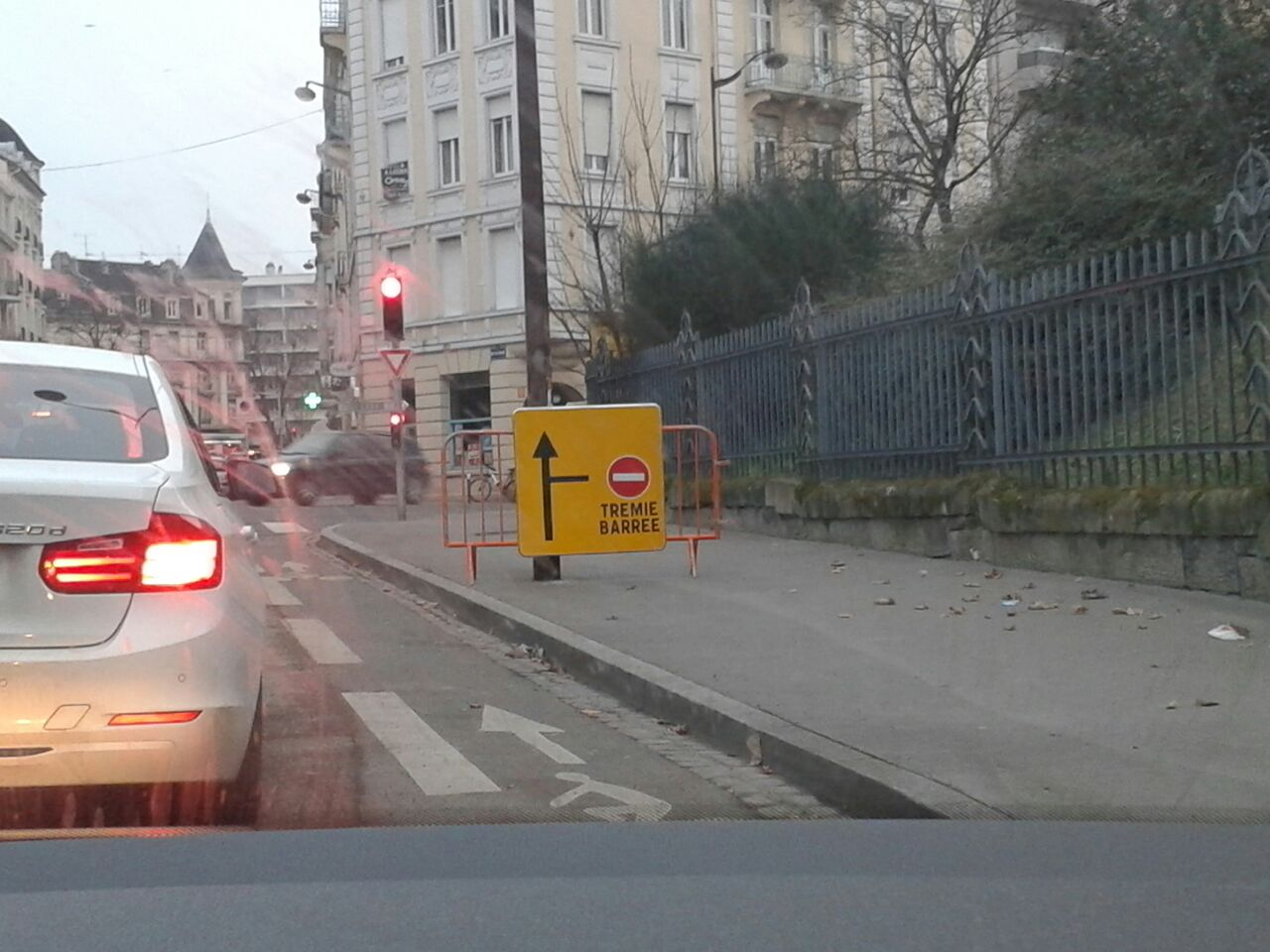
Panneau signalétique à Metz.

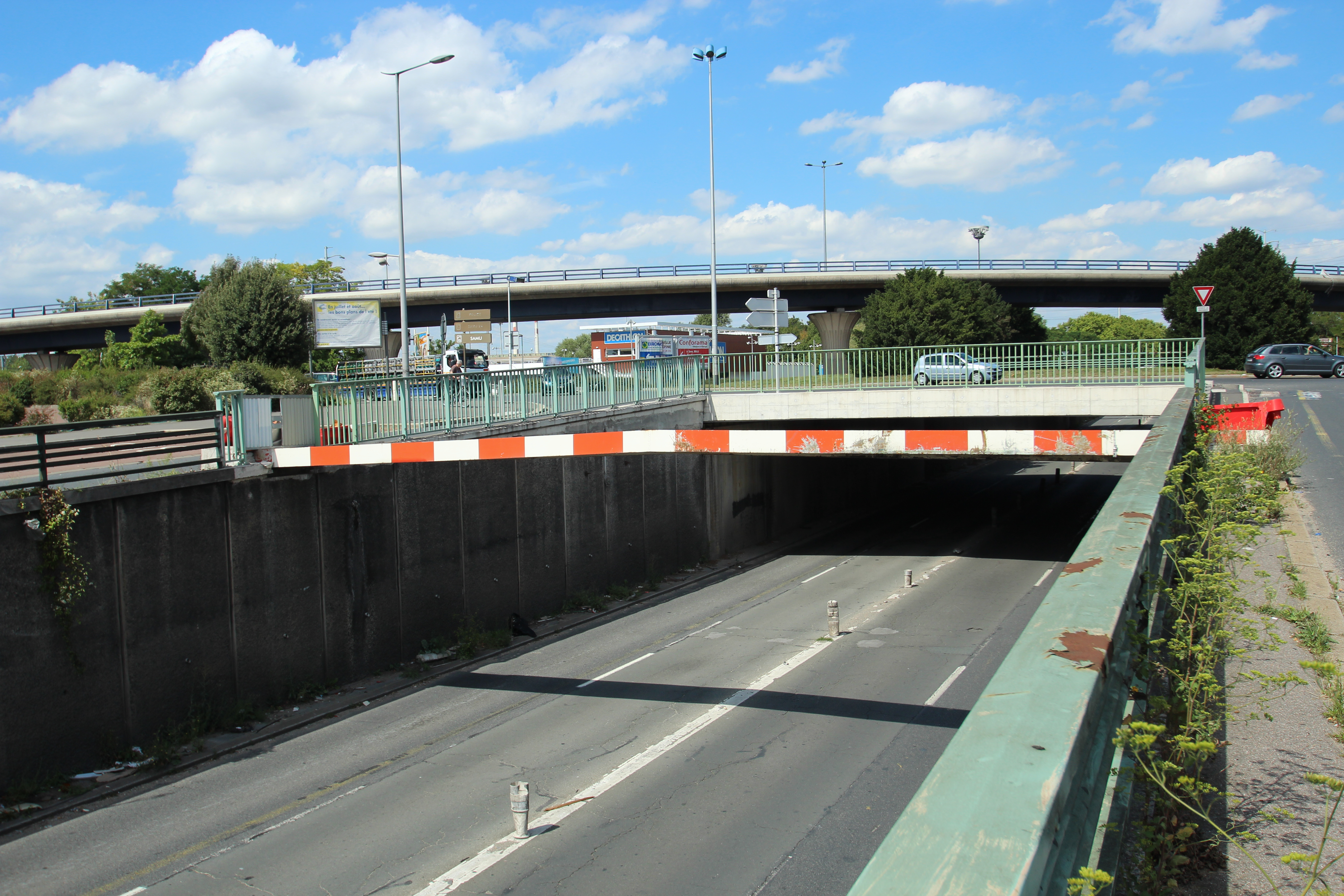
Trémie à Créteil.

Certaines parcelles de communes portent le nom de Trémie un tel. C'est le cas de la ville de Rouen :
- Trémie Boieldieu[3] ;
- Trémie Camille-Saint-Saëns;
- Trémie Jacques-Lelieur.

Dans les villes fluviales, la trémie désigne un tunnel de faible longueur et de faible hauteur liant la voirie à un point bas (quai généralement, ou passage sous le remblai à hauteur des culées des ponts fluviaux).
Les trémies se rencontrent encore dans les villes où se situe un réseau de tramway : on désigne par trémie la zone de l'espace public où se croisent une voie routière et un accès de tramway à un souterrain.

### Mésaventures d'automobilistes
Il arrive que les trémies d'accès aux métros ou prémétros soient empruntées par des automobilistes distraits. 
En Belgique, le 22 février 2016, un automobiliste a ainsi parcouru 1,8 kilomètre dans les tunnels du prémétro de Bruxelles entre les arrêts Jupiter et Gare du Midi : « Je suis mort de honte, mais j'ai suivi mon GPS », déclarait le conducteur de la Range Rover au lendemain de son aventure.
Ce type d'incident est déjà arrivé à Toronto ou San Francisco, a souligné le ministre bruxellois de la Mobilité en réponse à une interpellation au Parlement bruxellois. « C'est un phénomène assez récent dû à la généralisation de véhicules de type SUV. Une voiture classique aurait été bloquée après 2 mètres », a indiqué Pascal Smet. Le député bruxellois Benoît Cerexhe avait demandé la sécurisation des trémies d'accès au réseau souterrain de la société des transports intercommunaux de Bruxelles (STIB) « pour éviter qu'à l'avenir des voitures n'empruntent les trémies d'accès au réseau souterrain ».